# 虾尾兰
虾尾兰（学名：Parapteroceras elobe）为兰科虾尾兰属下的一个种。